# 海德 (德国)
海德（德語：Heide，發音：[ˈhaɪdə] ⓘ）是德国石勒苏益格-荷尔斯泰因州迪特马申县的城市，也是迪特马申县的县治，面积31.97平方千米，2023年12月31日人口为22,467人。